# Tomomingi nywele
Tomomingi nywele is een spinnensoort in de taxonomische indeling van de springspinnen (Salticidae).
Het dier behoort tot het geslacht Tomomingi. De wetenschappelijke naam van de soort werd voor het eerst geldig gepubliceerd in 2009 door Szüts en Scharff.